# Mendeléievo
Mendeléievo (en rus: Менделеево) és un poble de l'óblast de Sakhalín, a l'Extrem Orient de Rússia, que en el cens del 2010 tenia 40 habitants.